# Dubielpark

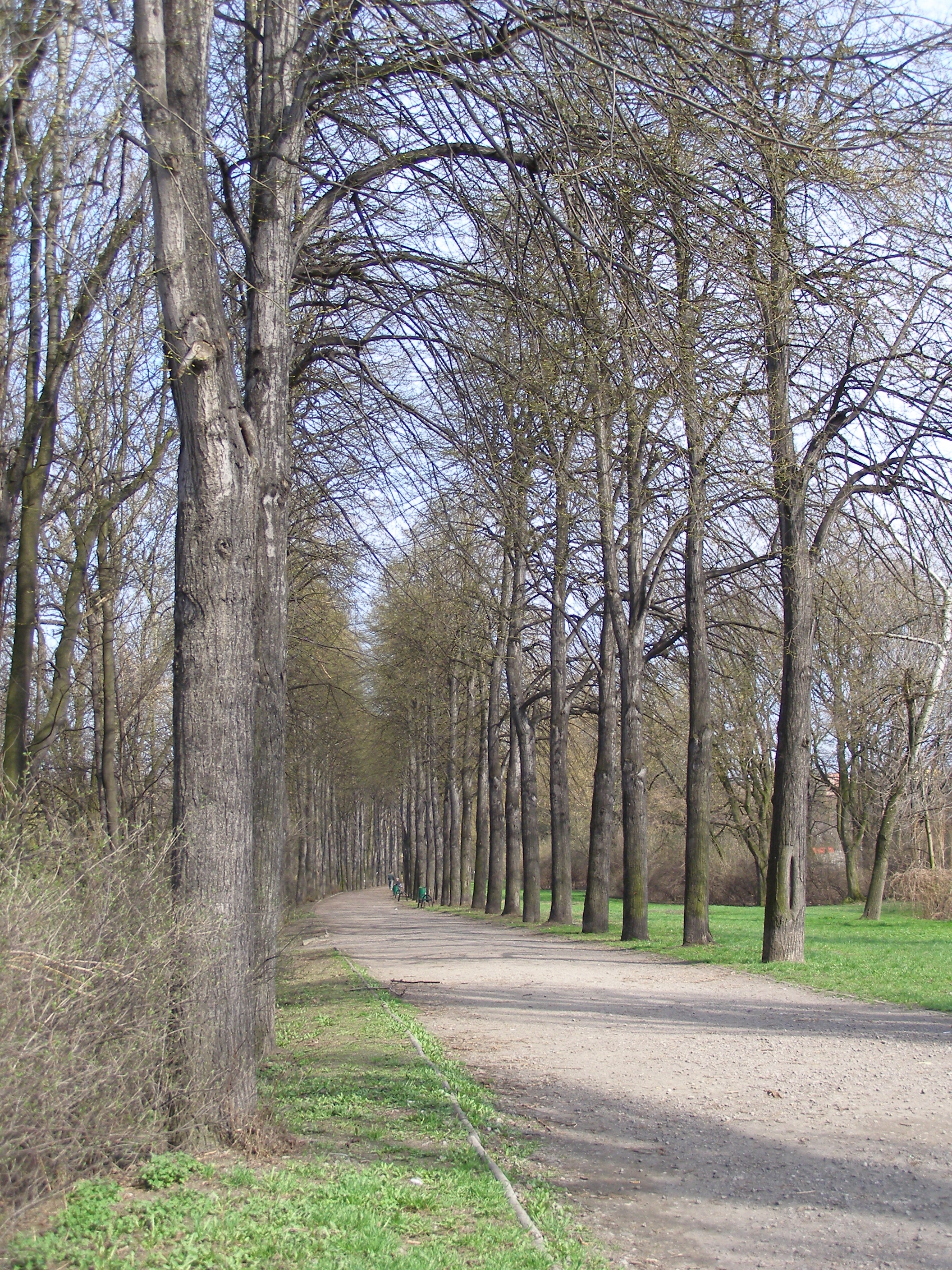
Allee im Park

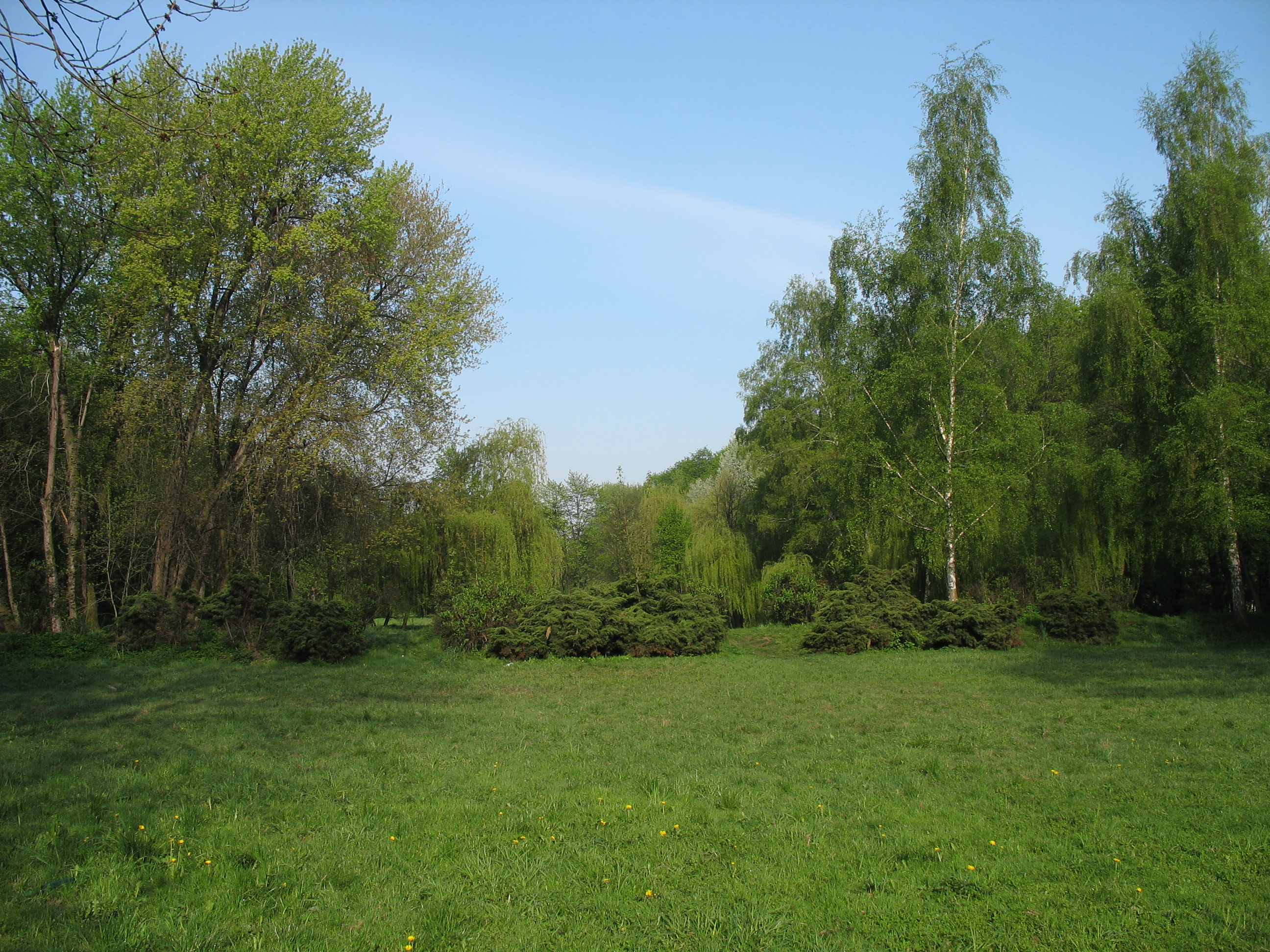
Wiese

Der Dubielpark ist ein denkmalgeschützter Park nördlich des Zentrums von Zabrze (deutsch: Hindenburg OS). Vor 1945 wurde er als Stadt- bzw. Skagerrakpark bezeichnet. Nördlich fließt das Beuthener Wasser.

## Geschichte
Der Dubielpark entstand auf unbebautem Gebiet von 1924 bis 1930. 1930 wurde er planmäßig umgestaltet. Entworfen wurde der Park durch den deutschen Landschaftsarchitekten Gustav Allinger (1891–1974) in Zusammenarbeit mit Fritz Berckling. Neben einer großen Parkwiese wurden auch ein Planschbecken und ein Ballplatz angelegt, der im Winter als Eisbahn genutzt werden konnte. 1934 wurde er in Erinnerung an die Skagerrakschlacht „Skagerrakpark“ benannt. Am 4. Juni 1939 wurde das Denkmal der Kriegsmarine und Kolonialtruppen bestehend aus einem Granitblock und einem Anker enthüllt.
Nach 1945 wurde der Stadtpark in „Poległych Bohaterów“ umbenannt. In den 1950er Jahren wurde der Kanal am Park zugeschüttet. Seit der politischen Wende von 1989 wird er als „Park przy ul. Dubiela“ bzw. kurz als „Park Dubiela“ bezeichnet. 2012 wurde er als Kulturdenkmal eingetragen.